# Chronoxenus rossi
Chronoxenus rossi is een mierensoort uit de onderfamilie van de Dolichoderinae. De wetenschappelijke naam van de soort is voor het eerst geldig gepubliceerd in 1950 door Donisthorpe.